# Oddelek za lesarstvo, Biotehniška fakulteta v Ljubljani
Oddelek za lesarstvo je eden od oddelkov Biotehniške fakultete Univerze v Ljubljani. Nahaja se tik ob Oddelku za gozdarstvo v Rožni dolini, Cesta VIII/34 v Ljubljani, nekoliko odmaknjen od preostalega kompleksa Biotehniške fakultete. Vse katedre se nahajajo na oddelku za lesarstvo v rožni dolini, kar je bilo omogočeno po izgraditvi sodobnega lesenega prizidka v letu 2015. Ta prizidek služi kot demonstracija sodobne lesene gradnje. 

## Študijski proces
Na Oddelku za lesarstvo sta na izbiro dve možnosti študija v skladu z Bolonjsko deklaracijo po usklajenem študijskem programu lesarstva:
A/1) prvostopenjski UNIVERZITETNI ŠTUDIJ LESARSTVA
- usmerjen v raziskovalno-razvojno delo in za nadaljevanje študija na drugi stopnji (traja 3 + 2 leti - druga stopnja)
  - strokovni naslov: diplomirani inženir lesarstva – dipl.inž.les. (UN)

A/2) prvostopenjski VISOKOŠOLSKI STROKOVNI ŠTUDIJ LESARSKO INŽINIRSTVO
- usmerjen v pridobivanje aplikativnih znanj (traja 3 leta)
  - strokovni naslov: diplomirani inženir lesarstva – dipl.inž.les. (VS)

B/) drugostopenjski MAGISTRSKI ŠTUDIJSKI PROGRAM LESARSTVO: 
- traja dve leti
  - strokovni naslov: magister inženir lesarstva - mag.inž.les.

C/) tretjestopenjski DOKTORSKI ŠTUDIJ BIOZNANOST - les in biokompoziti

## Raziskovalno delo
Raziskovalno delo poteka v okviru treh programskih skupin in infrastrukturnega centra
- P4-0015 - Les in lignocelulozni kompoziti (vodja: Miha Humar)
- P4-0430 - Gozdno-lesna veriga in podnebne spremembe: prehod v krožno biogospodarstvo (vodja na BF: Davor Kržišnik)
- P2-0182 - Razvojna vrednotenja (vodja na BF: Gorazd Fajdiga)
- IC LES PST - IC za pripravo, staranje in terensko testiranje lesa ter lignoceluloznih materialov (vodja: Boštjan Lesar)

## Organizacija
Pedagoško in raziskovalno delo na Oddelku za lesarstvo je organizirano v sklopu šestih kateder:
- Katedra za lepljenje, lesne kompozite, obdelavo površin in konstruiranje (predstojnik: prof. dr. Milan Šernek)
- Katedra za tehnologijo lesa (predstojnik: izr. prof. dr. Maks Merela)
- Katedra za lesne škodljivce, zaščito in modifikacijo lesa (predstojnik: prof. dr. Miha Humar)
- Katedra za mehanske obdelovalne tehnologije lesa (predstojnik: prof. dr. Gorazd Fajdiga; prej Bojan Bučar 1961-2012)
- Katedra za management in ekonomiko lesnih podjetij (predstojnik: prof. dr. Leon Oblak)
- Katedra za kemijo lesa in drugih lignoceluloznih materialov (predstojnik: prof. dr. Primož Oven)

## Pomembnejši / širše uveljavljeni profesorji lesarstva
- Katarina Čufar, zaslužna profesorica, 1992−2002 vodila projekt uvajanja dendrokronologije v Sloveniji
- Miha Humar, nekdanji dekan Biotehniške fakultete, izredni član SAZU
- Jože Kovač (1930-2021), prvi predstojnik oddelka, nekdanji dekan BF, direktor podjetja Hoja
- Ivan Možina (1912-1979), utemeljitelj Inštituta za tehnologijo lesa na BF in podiplomskega študija lesarstva
- Marko Petrič, dolgoletni prodekan, predsednik habilitacijske komisije UL
- Franc Pohleven, zaslužni profesor, pobudnik prireditve Čar lesa, izredni član Inženirske akademije Slovenije
- Jože Resnik, zaslužni profesor, nekdanji dekan BF
- Niko(laj) Torelli, zaslužni profesor, ambasador znanosti RS

## Prodekani oz. predstojniki Oddelka za lesarstvo
- Maks Merela (2022 -)
- Marko Petrič (2020 - 22)
- Milan Šernek (2016 - 20)
- Leon Oblak (2014 - 16)
- Miha Humar (2012 - 14)
- Katarina Čufar (2010 - 12)
- Marko Petrič (2004 - 10)
- Franc Pohleven (2002 - 04)
- Željko Gorišek (2000 - 02)
- Jože Resnik (1996 - 2000)
- Saša Pirkmaier (1994 - 96)
- Mirko (Miroslav) Tratnik (199? - 94)
- Franc Bizjak
- Franc Merzelj (? - ?; izr. prof. od 1992)
- Niko Torelli (1985 - 1987)
- Vekoslav Mihevc (1983 - 85)
- Niko Torelli (1981? - 83)
- Jože Lenič (*1922)
- Jože Kovač (1975 - 1979)